# Lucy Hutchinson
Pour les articles homonymes, voir Hutchinson.
Lucy Hutchinson, née Apsley le 29 janvier 1620 dans la Tour de Londres et morte en 1681, est une traductrice, poète et biographe anglaise.

## Biographie
Lucy Apsley naît le 29 janvier 1620 dans la Tour de Londres. Elle est le deuxième des dix enfants de Sir Allen Apsley (1566/7-1630), lieutenant de la Tour, et de sa troisième épouse.
Elle épouse en 1638 John Hutchinson.
Femme très intelligente et très cultivée, elle laisse des Mémoires extrêmement intéressants sur la révolution d'Angleterre, sous forme de biographie de son mari. La Life of colonel Hutchinson, publiée en 1806 par le révérend Julius Hutchinson, est souvent réimprimée. L'édition de 1885 contient une collection de lettres de Hutchinson. On a d'elle encore Narrative of the civil war in Nottinghamshire en manuscrit au British Museum. François Guizot donne une traduction des Mémoires de mistress Hutchinson dans sa collection des mémoires relatifs à la révolution d'Angleterre.
Morte en 1681, elle est inhumée à Owthorpe avec son mari.

## Publications
- Mémoires de Mistriss Hutchinson, Paris : chez Béchet aîné (Collection des mémoires relatifs à la révolution d'Angleterre), 1823, 2 vol. in-8° (Lire en ligne : tome 1 & tome 2)